# زمین‌چهر بادی

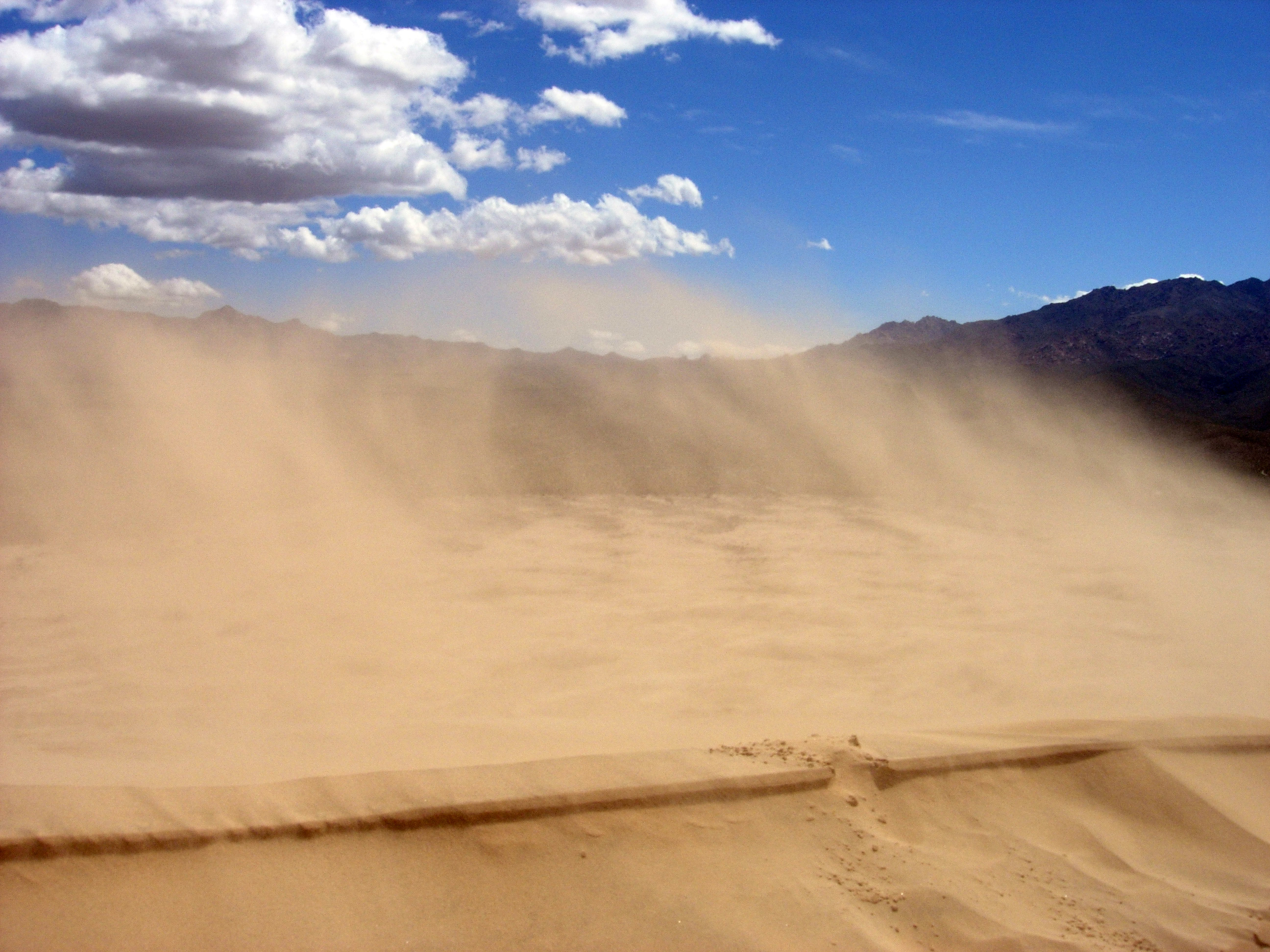
ماسه‌ها باعث تخریب تاج تلماسه‌های کسلو در بیابان موهاوی کالیفرنیا شده‌اند.

زمین‌چهر بادی (انگلیسی: Aeolian landform) عارضه یا پدیده‌ای است که توسط عمل فرسایش یا نهشته‌گذاری باد تشکیل شده‌است. این پدیده‌ها ممکن است از ماسه یا برف ساخته شده باشند یا تبدیل به سنگ، برف یا یخ شوند. زمین‌چهرهای بادی معمولاً در بیابان‌های ماسه‌ای و روی دریاچه‌های یخ زده یا یخ‌های دریا مشاهده می‌شوند و در سراسر زمین و در سیارات دیگر از جمله مریخ و پلوتون مشاهده و مطالعه شده‌اند.

## سازوکارهای تشکیل
زمین‌چهرهای بادی زمانی تشکیل می‌شوند که باد رسوب را به حرکت درمی‌آورد (فرایندهای بادی را ببینید). ذرات رسوب هنگامی که نیروهای بالارونده برنولی از وزن رو به پایین آنها بیشتر است، یا زمانی که از موقعیت اولیه خود کشیده می‌شوند، توسط این نیروها به سمت بالا بلند می‌شوند. بسته به تعادل این نیروها، ذرات ممکن است تا زمان ته‌نشین‌شدن به دلیل کاهش سرعت، در سراسر سطح خزش کنند (غلط بزنند)، از نقطه‌ای به نقطه دیگر پرش کرده یا به‌طور کامل در هوا معلق باشد. این بدان معنی است که روش‌های انتقال رسوب را می‌توان به‌ترتیب به سه دسته نهشته‌گذاری، جهش و معلق‌بودن طبقه‌بندی کرد. هنگامی که انتقال رسوب آغاز شود، فرایند آن از طریق جاذبه و تکانه ادامه می‌یابد. ذراتی که از هوا می‌افتند معمولاً با نیروی کافی به سطح ضربه می‌زنند تا ذرات بیشتری را خارج کنند.
این ضربه‌ها در فضا با طول جهش ذرات در حال حرکت از هم جدا می‌شوند، که مناطق مشخصی از فرسایش و/یا رسوب را ایجاد می‌کنند. با گذشت زمان، سطح مناطق با رسوب خالص بالا رفته و سطح مناطق با فرسایش خالص کاهش می‌یابد و باعث ایجاد زمین‌چهرهای اولیه می‌شود. زمین‌چهرهای بادی بزرگ‌تر، میدان باد سطحی را در الگوهایی تغییر می‌دهند که باعث رشد آنها می‌شود، بنابراین این زمین‌چهرها، پس از تشکیل، بسیار پایدار هستند.
بادروبی و سایش راه‌های خاص انتقال رسوب هستند که می‌توان آن‌ها را به فرآیندهای بادی نسبت داد. بادروبی به پراکندگی و حذف ذرات سنگ توسط باد اشاره دارد. بادروبی در بیابان‌هایی روی می‌دهد که ذرات متنوع بر سطح آن غالب هستند. در این مناطق خشک، تکه‌های ماسه و سنگ توسط رودبادها و جریان‌های هوا دمیده شده که مواد ریزدانه را از سطح جدا کرده و بیابانی سنگی را پشت سر به‌جا می‌گذارند. سایش مکانیزم دیگری از نیرویی است که باد به مواد سطحی وارد می‌کند که با اصطکاک ناشی از خراشیدن ذرات متحرک در سطح سنگ مشخص می‌شود و در نتیجه، با حذف مواد بیشتر، به توسعه سطح زمین ادامه می‌دهد.

## انواع
زمین‌چهرهای بادی به‌طور معمول به دو دسته تراکمی و فرسایشی تقسیم می‌شوند.

### تراکمی
زمین‌چهرهای تراکمی (نهشته‌ای/نهشتی) زمانی رشد می‌کنند که سرعت نهشته‌گذاری رسوبات در یک منطقه سریع‌تر از سرعت برداشته‌شدن و فرسایش آن‌ها باشد. این زمین‌چهرها از برف، ماسه و/یا گرد و غبار در مناطقی که الگوهای باد ذرات را به دام می‌اندازند، رشد می‌کنند. برای نمونه، پارک ملی تل‌ماسه‌های بزرگ در ایالت کلرادوی آمریکا، همراه با نهشته‌شدن ماسه‌های دمیده از یک دشت وسیع در لبه کوه‌های Sangre de Cristo گسترش می‌یابد. تلماسه‌ها، برخان‌ها، موج‌نقش‌ها و بادرفت‌ها از انواع مهم زمین‌چهرهای تراکمی هستند.
| زمین‌چهر        | توصیف | تصویر |
| -------------- | --- | ----- |
| تلماسه         | تلماسه توده بزرگی از مواد بادگیر، معمولاً ماسه یا برف است. با تجمع توده ماسه‌ای، سطح بزرگ‌تر آن سرعت رسوب‌گذاری را در یک حلقه بازخورد مثبت افزایش می‌دهد تا زمانی که تپه زیر وزن خود فرو می‌ریزد. این فرایند به مرور زمان باعث حرکت تپه‌های ماسه‌ای در جهت باد می‌شود.                                                                                             |       |
| برخان          | نوعی تپه ماسه‌ای که در نتیجه رسوب کم در مناطقی تشکیل می‌شود که باد در یک جهت اولیه می‌وزد. این حالت باعث می‌شود که تپه به شکل مقعر باشد و دم آن رو به باد باشد تلماسه‌های عرضی و تلماسه‌های شمشیری (سیف) چند نمونه جایگزین از تأثیر جریان هوای یک طرفه بر تشکیل تپه‌های ماسه‌ای هستند.                                                                            |       |
| موج‌نقش         | موج‌نقش‌ها پشته‌های کوچکی از رسوب هستند که به دلیل وزش باد یا آب بر روی رسوبات سست به صورت جریان یا موج ایجاد می‌شوند. موج‌نقش‌های بادی، ناشی از بادهای با سرعت بالا است که ذرات دانه ریز و مرتب شده را به موج‌نقش‌های بلند، مسطح و نامتقارن تبدیل می‌کند. |       |
| بادرُفت         | ذراتی به اندازه لای (سیلت) که می‌توانند توسط باد در فواصل زیاد حمل شوند و معمولاً همگن و بسیار متخلخل هستند. به‌طور کلی، بادرفت‌ها حاوی دانه‌های زاویه‌داری است که به دلیل ماهیت حمل و نقل خوب صیقل داده نمی‌شوند. |       |
| سنگفرش بیابانی | سنگ‌های زاویه‌دار و دانه‌های ماسه که در اثر تجمع ذرات، سنگفرش را تشکیل می‌دهند. نیروهای بادی دانه‌های ماسه را بین و زیر سنگ‌های اطراف نهشته می‌کنند که منجر به بالا آمدن یک لایه سنگی از سنگفرش بیابانی می‌شود. سنگفرش بیابانی می‌تواند در نتیجه بادروبی نیز ایجاد شود، که در این صورت ذرات سنگ ریزتر با باد پراکنده شده و سنگفرش بیابانی را پشت سر به‌جا می‌گذارند. |       |
| جلای بیابانی   | پوششی که می‌توان آن را روی سطح صخره‌های بیابانی یافت و تنها با وجود ذرات رس که توسط باد منتقل شده‌اند، قابل توضیح است. تغییر رنگ خاک رس را اغلب می‌توان به اکسیدهای منگنز سیاه و اکسیدهای آهن قرمز نسبت داد. |       |

### فرسایشی
زمین‌چهرهای فرسایشی (کاوشی) زمانی رشد می‌کنند که سرعت فرسایش یا کاوش رسوب در یک منطقه سریع‌تر از سرعت نهشته‌گذاری یا رسوب‌گذاری شود. این زمین‌چهرها در سطوح برفی سخت‌شده و جاروب‌شده توسط باد، مانند فلات جنوبگان گسترده هستند. در ماسه و سنگ، این پدیده‌ها به ندرت به‌جز در مناطق خشک حفظ می‌شوند. خارج از این مناطق، آب جاری –که سنگین‌تر و فرساینده‌تر از باد است– زمین‌چهرهای بادی را از بین می‌برد. سازوکار فرسایش در حوضه‌های بزرگ، پیچیده است و اغلب یک یا چند فرایند غیربادی مانند زمین‌ساخت، نیروهای یخچالی و آبرفتی در این حوضه‌ها فعال هستند. انواع مختلفی از زمین‌چهرهای فرسایشی (کاوشی) وجود دارد که چند نمونه در جدول زیر آمده‌است.
| زمین‌چهر        | توصیف | تصویر |
| -------------- | --- | ----- |
| بادکند         | یک چاله یا فرورفتگی در زمین که به دلیل حذف ذرات توسط باد در بیابان‌ها یافت می‌شود. این پدیده را حوضه بادروبی نیز می‌نامند.                                                |       |
| سنگ بادبریده   | نمونه‌های سنگی که فرسایش ناشی از فرایندهای بادی را در طول زمان نشان می‌دهد. فرایندهای فرسایشی توسط باد می‌تواند منجر به صاف‌شدن و پرداخت آن و همچنین ایجاد شیار در آن شود. |       |
| صخره قارچی     | شکل‌هایی که طی هزاران سال زمانی که بخش بالای یک رخنمون توسط باد با سرعت کمتری نسبت به بخش پایه رخنمون فرسایش می‌یابد، ایجاد می‌شوند.                                      |       |
| نهشته بازماندی | سنگ‌های زاویه‌دار و دانه‌های ماسه که در طی حذف تدریجی ذرات ریزتر توسط فرآیندهای بادی به جای مانده‌اند. این نهشته‌ها می‌تواند به دلیل حذف ذرات ریزتر توسط آب نیز ایجاد شود.   |       |
| کلوت           | سنگ‌های بیرون‌زده و برآمده که از کاوش و سایش خطی مواد یکپارچه در اثر ساییدگی بادی توسط گرد و غبار و ماسه و بادروبی ناشی می‌شود.                                           |       |